# Abiskum

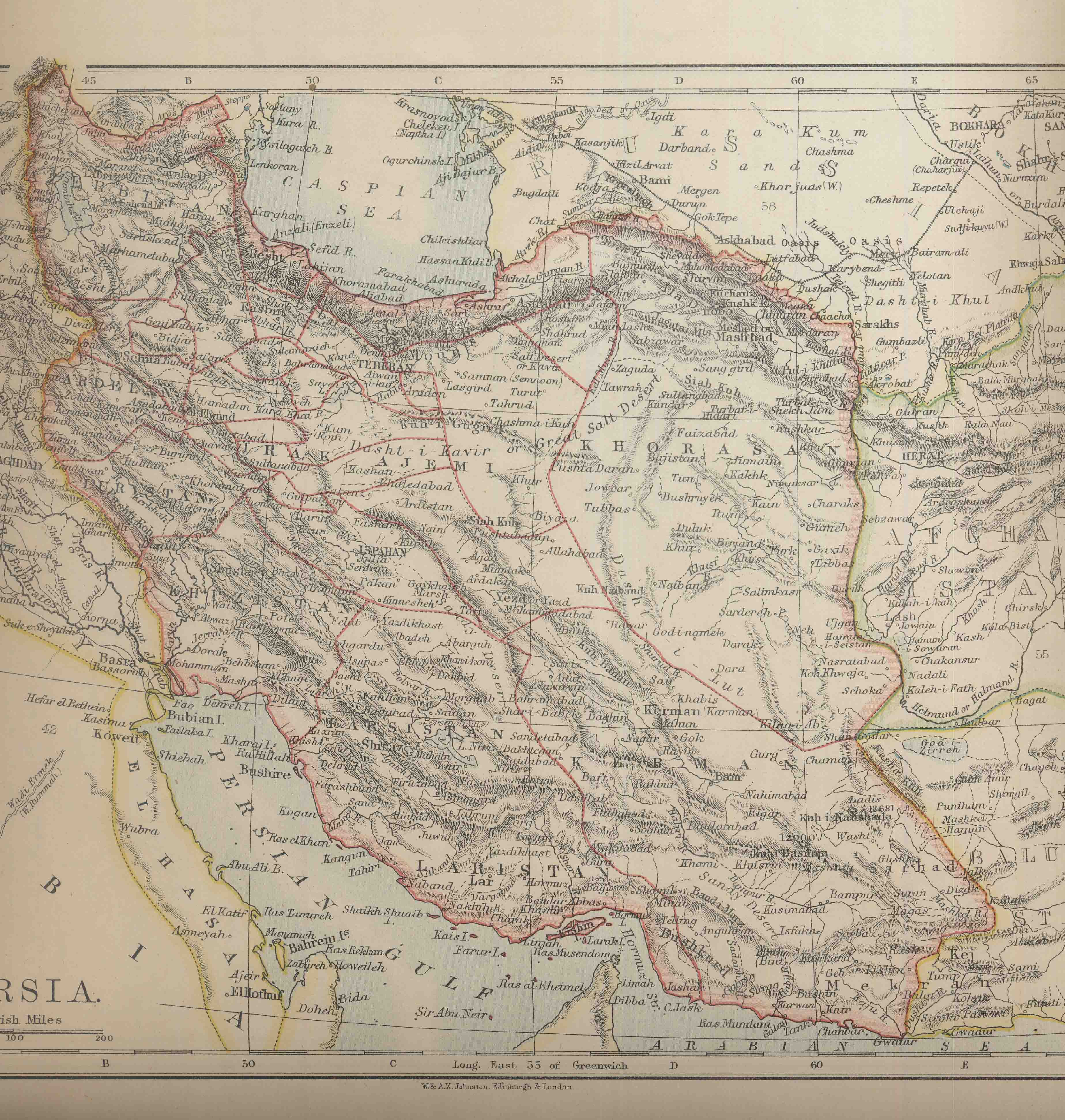
Antigo mapa da Pérsia com a localização da província persa de Mazenderan.

Abiskum é um rio da antiga Pérsia, na província de Mazenderan (ou Mazanderan como também aparece escrito), actual Elburz Mts. Nas suas margens há uma cidade a que dá o nome. Localiza-se nas margens Sul do Mar Cáspio ao Norte da Pérsia, junto a uma zona de montanhas cujos pontos mais altos chegam aos 3962 metros.